# Thorald Læssøe
Thorald Læssøe (født 25. juni 1816 i Frederikshavn, død 25. marts 1878 i København) var en dansk landskabsmaler, søn af Margrethe Juliane Signe Læssøe, bror til officeren Frederik Læssøe, museumsmanden Ludvig Læssøe og præsten Kristian Frederik Læssøe.
Thorald Læssøe var først bestemt til at blive landmand. Da han havde mere lyst til at være kunstner, blev han elev af dyrmaler Christian Frederik Carl Holm indtil dennes bortrejse til München. Han besøgte Kunstakademiet, men uddannede sig dog mest på egen hånd til landskabs- og arkitekturmaler. Han var ungdomsven og kammerat med J.A. Jerichau, J.Th. Lundbye og Lorenz Frølich, men nåede dog ingen af sine berømte venner i kunstnerisk dygtighed eller anseelse; men han var en elskværdig mand og i mange henseender en begavet natur med fin kunstfølelse. Fra 1844 til 1857 var han i Italien, men nåede dog først 1854, uagtet Jerichau støttede ham af al magt, at få Kunstakademiets mindre rejsestipendium for et år. Efter hjemkomsten ægtede han 1857 Emy Francisca Erhardine Tidonia komtesse Krag-Juel-Vind-Frijs (1825-1863), datter af kammerherre Jens Christian Carl greve Krag-Juel-Vind-Frijs til Frijsenborg. Han udstillede efter sin udenlandsrejse landskaber og arkitekturbilleder fra de sydeuropæiske egne.
Statens Museum for Kunst ejer flere af hans billeder, dog på Caracallas Bade nær alle fra før rejsen. Læssøe optrådte i sine senere leveår som forfatter og udgav en roman: Til Maalet (1870). .
Han er begravet på Uth Kirkegård.